# روني فريمان
روني فريمان (بالإنجليزية: Ronnie Freeman)‏ هو كاتب أغاني أمريكي، ولد في 24 سبتمبر 1973 في مونتغومري في الولايات المتحدة.

## وصلات خارجية
- روني فريمان على موقع IMDb (الإنجليزية)
- الموقع الرسمي